# Liste von Nationalstraßen in Bangladesch
Diese Liste listet Nationalstraßen in Bangladesch auf. Diese Fernstraßen (National Highway) haben die Bezeichnung N und weisen eine Gesamtlänge von 3492,01 km auf. Neben den Nationalstraßen gibt es in Bangladesch die Regionalstraßen (Regional Highway), die die Bezeichnung R tragen, mit einer Gesamtlänge von 4253,76 km und die Lokalstraßen, die  die Bezeichnung Z tragen.

## Nationalstraßen

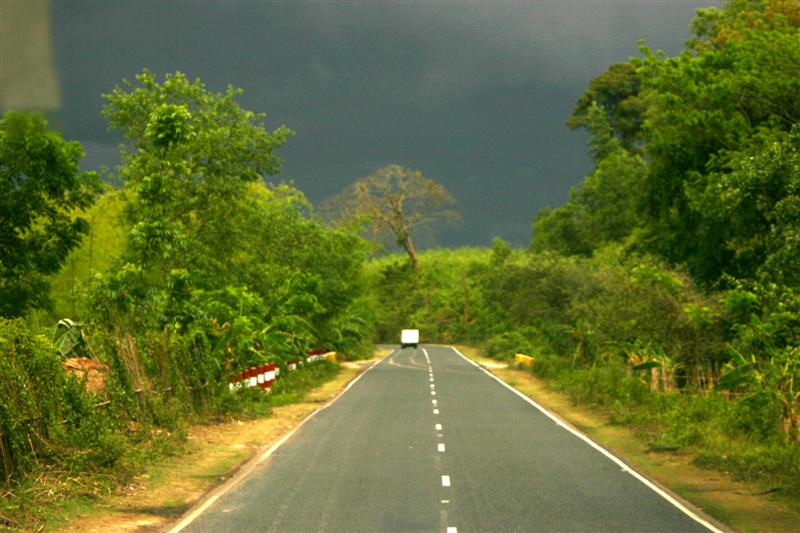
N 1

| Kurz | Name | Verlauf                                 | Länge  |
| ---- | ---- | --------------------------------------- | ------ |
|      | N1   | Dhaka – Teknaf                          | 450 km |
|      | N2   | Dhaka – Jaflong                         | 450 km |
|      | N3   | Dhaka – Mymensingh                      | 130 km |
|      | N4   | Joydebpur – Jamalpur                    | 153 km |
|      | N5   | Dhaka – Tentulia – Grenze nach Indien   | 480 km |
|      | N6   | Kashinathpur – Rajshahi                 | 147 km |
|      | N7   | Daulatdia-Ferry – Mongla                | 270 km |
|      | N8   | Dhaka – Patuakhali                      | 260 km |
|      | N102 | Sharail – Mainamati                     | 94 km  |
|      | N103 | Ghaturia – Kuatali                      | 5 km   |
|      | N104 | Feni – Somapur                          | 50 km  |
|      | N105 | Kadda – Madanpur                        | 48 km  |
|      | N106 | Chittagong – Rangamati                  | 80 km  |
|      | N107 | Manashertek – Boalkhali                 | 16 km  |
|      | N108 | Satkania – Bandarban                    | 22 km  |
|      | N109 | Ramu-Ring                               | 4 km   |
|      | N110 | Cox’s Bazar – N1                        | 6 km   |
|      | N204 | Jagadishpur – Chunarughat – Shaistaganj | 37 km  |
|      | N205 | Chandipool – Sylhet                     | 2 km   |
|      | N206 | Sylhet – Nayerpool                      | 1 km   |
|      | N207 | Mirpur – Sherpur                        | 120 km |
|      | N208 | Moulvibazar – Sylhet                    | 60 km  |
|      | N209 | Sylhet-Ring                             | 11 km  |
|      | N301 | Progoti Smarini – Debogram              | in Bau |
|      | N302 | Tongi – Baipayl                         | 24 km  |
|      | N309 | Khagdahar – Mymensingh                  | 13 km  |
|      | N401 | Madhupur – Mymensingh                   | 47 km  |
|      | N404 | Tangail                                 | 6 km   |
|      | N405 | Elenga – Hatikamrul                     | 41 km  |
|      | N501 | Mirpur – Dhour                          | 14 km  |
|      | N502 | Natore – Bogra                          | 70 km  |
|      | N503 | Uthali – Aricha                         | 3 km   |
|      | N504 | Kashinathpur – Nagarbari                | 5 km   |
|      | N505 | Baderhat – Kazirhat                     | 3 km   |
|      | N506 | Mordern – Kurigram                      | 59 km  |
|      | N507 | Hatikamrul – Banpara                    | 51 km  |
|      | N508 | Beldanga – Dinajpur                     | 16 km  |
|      | N509 | Baranari – Patgram – Grenze nach Indien | 101 km |
|      | N510 | Bogra – Tinmatha                        | 3 km   |
|      | N511 | Berulia – Yearpur                       | 10 km  |
|      | N513 | Baderhat – Khayerchar                   | 11 km  |
|      | N514 | Banani – Matidali                       | 8 km   |
|      | N515 | Shahjanpur – Matidali                   | 17 km  |
|      | N516 | Santahar – Naogaon                      | 40 km  |
|      | N517 | Lalnag – Rangpur                        | 8 km   |
|      | N518 | Saidpur                                 | 4 km   |
|      | N602 | Harispur – Chawk Bidaynath              | 6 km   |
|      | N603 | Belpukur – Kashiadanga                  | 21 km  |
|      | N604 | Pabna – Gaspara                         | 5 km   |
|      | N702 | Magura – Jessore                        | 44 km  |
|      | N703 | Jhenaidah – Hamdah                      | 2 km   |
|      | N704 | Dasuria – Jhenaidah                     | 82 km  |
|      | N705 | Dasuria – Ruppur                        | 14 km  |
|      | N706 | Jessore – Benapole – Grenze nach Indien | 40 km  |
|      | N707 | Palbari – Murail                        | 3 km   |
|      | N708 | Palbari – Monihar                       | 3 km   |
|      | N709 | Phultala – Kudir Battala                | 26 km  |
|      | N711 | Banapole-Ring                           | 1 km   |
|      | N803 | Goalchamot – Faridpur                   | 8 km   |
|      | N804 | Alipur – Bhanga                         | 30 km  |
|      | N805 | Bhanga – Mollarhat                      | 85 km  |
|      | N806 | Bhatiapara – Kalna Ferryghat            | 3 km   |
|      | N809 | Barisal – Lakshmipur                    | 50 km  |